# 272209 Corsica
272209 Corsica este o planetă minoră (asteroid) din centura de asteroizi. A fost descoperită pe 28 august 2005 la Vicques⁠(d) de Michel Ory⁠(d) și a fost numită după Corse⁠(d). 
Obiectul prezintă o orbită caracterizată de o semiaxă mare de 2,2888912579676 UAi, o excentricitate de 0,14969081412188, o înclinație de 5,2674226685484 ° în raport cu ecliptica.